# ناثانيل بي. نيكولز
ناثانيل بي. نيكولز (بالإنجليزية: Nathaniel B. Nichols)‏ هو فيزيائي أمريكي، ولد في 1914 في بلدة نوتاوا في الولايات المتحدة، وتوفي في 1997.